# Господарка готелю (фільм)
«Господарка готелю» (італ. La Locandiera) — італійська комедія. Фільм вийшов 2 жовтня 1980 року, у головних ролях — Адріано Челентано, Клаудією Морі і Паоло Вілладжо. Фільм поставлено за п'єсою венеційського драматурга Карло Гольдоні «Трактирниця». Фільм знято практично у стилі класики, за винятком хореографії.

## Сюжет
Молода красуня Мірандоліна (Клаудія Морі), відкинувши знаки уваги багатого графа, і знатного маркіза, який розорився, хоче завоювати серце принципового жінконенависника (Адріано Челентано). Зробити це досить складно, однак дівчина не зупиняється. Вона зупинила свій вибір на слузі Фабріціо.

## У ролях
- Клаудія Морі — Мірандоліна
- Адріано Челентано — Кавальєре ді Ріпафратта
- Паоло Вілладжо — маркіз ді Форлімпополі
- Марко Мессері — граф Альбафіоріта
- Лоренца Гуеррьєрі — Ортензія
- Джанні Кавіні — Фабріціо
- Мілена Вукотіч — Деяніра
- Камілло Міллі — Карло Гольдоні

## Знімальна група
- Режисер — Паоло Кавара;
- Сценарій — Леонардо Бенвенуті, П'єро Де Бернарді, Люсія Друді Дембі;
- Продюсер — П'єтро Інноченці;
- Оператор — Маріо Вульпіані;
- Композитор — Детто Маріано;
- Художник — Джанкарло Бартоліні Салімбені;
- Монтаж — Анджело Курі.